# Juruena Airport
Juruena Airport (IATA: JRN, ICAO: SWJU) är en flygplats i Brasilien.   Den ligger i kommunen Juruena och delstaten Mato Grosso, i den centrala delen av landet, 1 300 km nordväst om huvudstaden Brasília. Juruena Airport ligger 219 meter över havet.
Terrängen runt Juruena Airport är huvudsakligen platt. Juruena Airport ligger nere i en dal. Runt Juruena Airport är det mycket glesbefolkat, med 2 invånare per kvadratkilometer.. Det finns inga samhällen i närheten.
Omgivningarna runt Juruena Airport är huvudsakligen savann.